# Burmeister & Wain
Burmeister & Wains Maskin- og Skibsbyggeri A/S var Danmarks største skibsværft og verdens førende dieselmotor-producent med hovedsæde i København. Virksomheden blev grundlagt af to danskere og en englænder, og dens tidligste rødder strækker sig tilbage til 1846. Over sin 150-årige historie voksede det med succes til en stærk virksomhed gennem slutningen af 1960'erne. I 1970'erne kom det globale konkurrencepres, især fra Fjernøsten, og således begyndte de første vanskeligheder for virksomheden. I 1979 kom virksomheden i likviditetsproblemer og måtte sælge halvdelen af B&W Diesel til den tyske MAN-koncern, som i 1980 blev til MAN B&W Diesel A/S. Selve skibsværftet fortsatte dog men kom også ud i økonomiske vanskeligheder og gik konkurs i 1996 efter flere års drift på vågeblus.
Skibsværftet Burmeister & Wain begyndte sin historie som maskinfabrikken Baumgarten & Burmeister på Christianshavn. Fabrikken producerede bl.a. motorer, kedler og centrifuger men begyndte i midten af 1800-tallet at bygge dampdrevne jernskibe. I 1872 anlagde virksomheden et skibsværft på Refshaleøen, og her fortsatte produktionen indtil lukningen i 1996.
Skibsværftet var hurtigt til at inddrage nye produktionstekniske processer, bl.a. i kraft af et tæt samarbejde med det statslige Orlogsværft. Frem til 1930'erne voksede B&W til at være Danmarks største arbejdsplads med næsten 8.000 ansatte. Skibsbygningen var i mange år en af landets største valutaindtjeningskilder og dermed en hjørnesten i Danmarks udvikling som moderne industrination.
I løbet af 1900-tallet foretog værftet flere gennemgribende moderniseringer af produktionen. Maskinfabrikken på Christianshavn og værftet på Refshaleøen specialiserede sig i produktion af dieselmotorer og dieseldrevne skibe. I efterkrigstiden etablerede B&W sig som verdens førende leverandør af store containerskibe. Da efterspørgslen efter denne type skibe forsvandt i løbet af 1980'erne, gik skibsværftet i betalingsstandsning og lukkede i 1996.
B&W stod bl.a. bag verdens første oceangående motorskib – Selandia, der søsattes i 1912. Historien bag B&W's storhed og fald trak spor langt ind i den danske finansverden.

## Historie

### Grundlæggelse
Den 37-årige Hans Heinrich Baumgarten grundlagde i 1843 et mekanisk værksted i Købmagergade i centrum af København. Baumgarten stammede oprindeligt fra Hertugdømmet Holsten, hvor han var vokset op på en lille gård i landsbyen Halstenbek tæt ved Pinneberg. Oprindeligt havde han uddannet sig som snedker, og det var dog også indenfor dette fag han arbejdede efter han i 1828 kom til København. Men efter et længerevarende udenlandsophold i 1832-39 blev han praktisk maskinbygger, og da han i 1839 atter kom til København blev han ansat som maskinmester hos Det Berlingske Bogtrykkeri og senere hos Jernstøber Lunds Maskinværksted i Nørre Farimagsgade. I februar 1843 grundlagde han sin egen virksomhed, og indgik i 1846 et partnerskab med den noget yngre Carl Christian Burmeister. Ved denne lejlighed udvidedes den mekaniske virksomhed med et større jernstøberi, ligesom virksomheden fik navnet Baumgarten & Burmeister og flyttede til Overgaden neden Vandet på Christianshavn. I de efterfølgende år undergik virksomheden en hastig og kraftig udvikling, således at man i 1848 kunne levere den første selvproducerede dampmaskine, og i 1854 byggedes det første skib, S/S Hermod, som var bestilt af Post- og Telegrafvæsenet.
I 1861 valgte Baumgarten at forlade virksomheden, og Carl Burmeister indgik nogle år senere et partnerskab med Orlogsværftets underdirektør – englænderen William Wain, hvorefter virksomheden skiftede navn til Burmeister & Wain.

### De tidlige år
En af de mere dramatiske episoder i virksomhedens historie indtraf i 1871, da der udbrød strejke, ligesom fabrikken ramtes af kapitalmangel. Strejken udbrød ved månedsskiftet september-oktober 1871, da fire såkaldte »kvartermænd« (underofficerer fra flåden og underordnede funktionærer på Orlogsværftet, der havde fulgt William Wain med over til B&W i 1865) overfaldt en værftsarbejder. Der var i virkeligheden tale om en konflikt mellem to arbejdskulturer, nemlig den civile og den militære. Efter krav fra arbejderne blev to af kvartermændene fyret, ligesom også værftsarbejderen fik fyresedlen. Arbejderne var dog ikke tilfredse med, at det kun var de to kvartermænd, som blev straffet, mens de to andre slap, og den uro, som fulgte i kølvandet på overfaldet, fortsatte. Arbejdernes talsmand, der havde blandet sig i konflikten, blev også kort efter afskediget, og snart efter fulgte også fyringen af alle 320 værftsarbejdere. Baggrunden for denne pludselige masseafskedigelse kendes ikke, og dog kan det tænkes at Burmeister & Wain ønskede at statuere et eksempel overfor arbejderne. Muligvis hang massefyringen også sammen med det faktum, at værftets hoveddampmaskine var gået i stykker kort forinden, og derfor skulle der gennemgås en omfattende hovedreparation, inden arbejdet på værftet kunne genoptages. Masseafskedigelsen medførte adskillige protester fra den gryende socialdemokratiske bevægelse. Kort efter blev flere af arbejderne dog genansat, og allerede en uge efter masseafskedigelsen var halvdelen af de over 300 fyrede atter ansat på skibsværftet.
1871 var i øvrigt også det år, hvor Burmeister & Wain byggede sine to eneste damplokomotiver. De to maskiner, der var bestilt af Det Sjællandske Jernbaneselskab (SJS) var af den såkaldte Ymer-klasse (SJS E 36 og SJS E 37). Begge damplokomotiver var blevet anskaffet til åbningen af jernbanestrækningen Roskilde-Køge-Næstved-Masnedsund. Den ene af de to leverede maskiner – SJS E 36 (Hørdur) – blev i 1872 udstillet ved den store industriudstilling i København, hvor virksomheden også kunne indkassere en medalje for lokomotivet. Selvom de to maskiner kørte upåklageligt, så blev de to sjællandske maskiner de eneste damplokomotiver, som Burmeister & Wain kom til at bygge.
Samtidig med storstrejken foreslog finansmanden C.F. Tietgen at omdanne virksomheden til et aktieselskab med ham selv som formand for bestyrelsen og med Burmeister og Wain som direktører. Ved årsskiftet 1871-72 var aktieselskabet en realitet, og i det kommende år overflyttedes skibsværftet til nye bygninger på Refshaleøen. I årenes løb blev der bygget utallige skibe på værftet, herunder hjuldamperen Hjejlen, der i dag sejler på Silkeborgsøerne, det danske kongeskib Dannebrog fra 1879-80, og den russiske kejseryacht Standart i 1890'erne. Det vakte opsigt, da værftet i 1912 kunne søsætte det første store søgående dieselmotorskib Selandia. Sideløbende med skibsproduktionen havde B&W også godt fat i maskinværkstedet. Omkring 1880 blev produktionen af mælkecentrifugeanlæg en vigtig indtægtskilde, og i 1904 opkøbte man firmaet Frederiksberg Metalvarefabrik, der fremstillede mælketransportspande. Dertil kom at virksomheden havde en stor stålproduktion, der eksporteredes til England, Rusland og Norge. B&W lavede også dieselmotorer til fabrikker og elektricitetsværker.

## Vækst og udvikling

### Lokomotiver og jernbanemateriel
I november 1911 offentliggjordes der i Berlingske Tidende oplysningen om at B&W gennem længere tid havde puslet med planer om at indbygge en dieselmotor i et lokomotiv. Imidlertid var firmaet i jernbanekredse stødt på forskellig modstand og måtte derfor skrinlægge planerne. Først i 1927 tilbød B&W Statsbanerne et dieselelektrisk lokomotiv på 1.000 hestekræfter, men tilbuddet blev afslået af DSB med det argument, at lokomotivets vægt ville medføre, at det kun kunne anvendes på hovedstrækningerne, og at man havde rigeligt med store damplokomotiver. Der gik dog ikke mange måneder, før DSB indgik kontrakt med B&W om bygning og levering af et noget mindre diesellokomotiv på 400 hk. Allerede den 19. maj 1928 kunne kontrakten underskrives mellem de to parter, og en måneds tid senere bestilte Statsbanerne yderligere et lokomotiv (MW 117 og MW 118). De to lokomotiver blev samlet på virksomhedens motorfabrik på Christianshavn, og da maskinerne skulle leveres i foråret 1929, måtte de derfor bugseres over havnen ved hjælp af en flydekran og sporsættes på havnesporene ved Kalvebod Brygge.
I det første stykke tid fungerede maskinerne fint og uden problemer, men hurtigt herefter meldte problemerne sig – især var det galt med eludrustningen, brændstofspumpen og udstødsgliderne. Alle disse problemer bevirkede, at maskinerne i midten af 1930'erne kun anvendtes ganske sporadisk. Inden disse problemer havde også den private København-Slangerup Banen (KSB) bestilt to diesellokomotiver i 1929. Det er muligt, at Slangerupbanens tidligere bestyrelsesformand, der var trådt tilbage kort tid inden ordreafgivelsen, havde haft en finger med i spillet, idet han også var medlem af B&W´s bestyrelse. Det særlige ved de to lokomotiver som Slangerupbanen bestilte var, at maskinerne kunne fjernstyres fra en styrevogn, således at omløb på endestationerne kunne undgås. Efter nogle begynderproblemer efter leveringen af KSB M 1-2 i 1930 fungerede lokomotiverne upåklageligt og kom til at køre på banen i flere år.
I begyndelsen af 1930'erne indledte B&W desuden et samarbejde med en anden aktør indenfor produktion af jernbanemateriel, nemlig Triangel i Odense. I fællesskab udvikledes et projekt med en stor dieselelektrisk motorvogn, som gik hen og blev en succes med afsætningen af 13 motorvogne til Sydfyenske Jernbaner og Vemb-Lemvig-Thyborøn Jernbane (VLTJ). Dertil kom at B&W også leverede motorerne til flere mindre rangertraktorer til Københavns Frihavns Aktieselskab. Senere fulgte også bestillingen af diesellokomotiver og motorvogne til blandt andet Slangerupbanen (KSB), Hornbækbanen (HHGB), Kolding Sydbaner (KS) og Kalvehavebanen (KB). Efter Statsbanernes offentliggørelse i 1933 af planerne om at indsætte lyntog (litra MS) i landsdelstrafikken henvendte B&W sig til maskinafdelingen for at få del i denne ordre. Ordren på lyntogene kom dog til at gå til Frichs i Aarhus, med hvem Statsbanerne havde samarbejdet intensivt i de foregående år.
Dog blev der talt om, at B&W kunne levere to motorvogne (litra MO) for overfor et udenlandsk publikum at vise, at også de statslige jernbaner i Danmark afgav ordrer til firmaet. Derfor bestiltes to MO-vogne i 1935, men det blev dog understreget fra Statsbanernes side, at firmaet ikke måtte forvente yderligere ordrer på jernbanemateriel. Vognkasserne byggedes af Scandia, mens motor og transmission leveredes af B&W. MO 211 og MO 212 blev dog ikke den succes, som firmaet havde håbet på, og der var i det hele taget store problemer med de B&W-producerede MO-vogne. Sagen endte til sidst med, at B&W-motorerne måtte udskiftes med Frichs'-producerede motorer.
I slutningen af 1930'erne var produktionen af jernbanemateriel ved at være et overstået kapitel i B&W's historie. Efter en forhandling med B&W og Frichs var man i 1938 nået frem til en aftale, hvor Frichs skulle tage sig af produktionen af jernbanemateriel, mens B&W skulle koncentrere sig om skibsmotorer. Kort forinden havde Frichs ønsket at levere motorer til en større DSB-færge, hvilket B&W så som en trussel mod virksomhedens interesser.

### Besættelsen: 1940-45
Under den tyske besættelse i perioden 1940-45 var medarbejderstaben, der på daværende tidspunkt talte en tusindtallig skare, en betydelig magtfaktor. I fagpolitiske spørgsmål og konflikter lagde de øvrige københavnske arbejdspladser såvel før, under som efter besættelsen stor vægt på, hvad den fremherskende stemning var blandt arbejderne på B&W. Således fulgte de københavnske arbejdere trop, da B&W-ansatte i juni 1944 nedlagde arbejdet som følge af besættelsesmagtens indgreb i det offentlige liv. Folkestrejken i 1944 var dog kun en af mange faglige og politiske aktioner som tog sit udgangspunkt på B&W.
Den 27. januar 1943 blev 8 medarbejdere dræbt under bombardementet på skibsværftet. B&W var udsat for gentagne sabotagehandlinger fra BOPA med diverse forskellige midler og mål. De blev typisk gennemført med aktiv opbakning fra nogen af de ansatte. Et af de vigtigste sabotageangreb blev gennemført i december 1943 af blot 5 mand (ud over de som havde hjulpet med at smugle sprængstof ind) og rettede sig mod samme mål som luftangrebet, nemlig kraftcentralen. Det blev gennemført med succes uden utilsigtede tab.
I 1950'erne samarbejdede B&W en overgang med Frichs i forbindelse med leveringen af to dieselelektriske lokomotiver (MY 1201 og MY 1202) til Statsbanerne. Imidlertid opstod der så mange problemer med de to lokomotiver, at det kun blev ved de to prøvemaskiner, og ordren på større lokomotiver overgik til NOHAB i Sverige med leveringen af litra MY og MX i de følgende år.
I 1952 havde Burmeister & Wain konsolideret sig efter de svære og hårde besættelsesår, arbejdsstyrken på værftet og maskinfabrikken var på daværende tidspunkt oppe på knap 7.000 ansatte og tegnede sig for syv-otte procent af den samlede danske industrieksport. Teknologisk set var B&W på sit felt en af de førende virksomheder i verden.

## Storhed og fald: 1970'erne

### Økonomiske vanskeligheder
Burmeister & Wain fik en broget tilværelse, og efter en ny krise i 1971 blev værft og motorfabrik adskilt. Denne konstruktion banede vejen for Jan Bonde Nielsen. Efter krisen i 1971 var en række aktieposter i B&W kommet nogle vekselererfirmaer i hænde. Skibsværftet var i svære vanskeligheder, og to af vekselererfirmaerne havde spændt sig selv for hårdt for i finansieringen af aktieopkøbene og måtte standse betalingerne. En af disse spekulanter var forsikringsdirektøren Poul Vissing, som via firmaet GIMCO udførte spekulationer mod B&W i 1972-73.
Bonde Nielsen, der havde analyseret værftets muligheder grundigt, fik mulighed for at erhverve aktieposterne billigt i april 1974. Prisen for den kontrollerende post i Aktieselskabet Burmeister & Wain´s Skibsbyggeri er 27.368.721,50 kroner. Kontant betaler Jan Bonde Nielsen dog blot 5 millioner kroner, mens resten finansieres af det sælgende vekselererkonsortium. Med en beskeden kontant udbetaling, hvoraf Jan Bonde Nielsen personligt kun fremskaffede omkring 600.000 kroner, havde han dermed overtaget kontrollen med skibsværftet.
Købet blev offentliggjort på et pressemøde den 10. april 1974. Bonde Nielsen vil udvikle værftet frem for at afvikle det. Vejen til dette skulle gå over serieproduktion af bulk carriers og en overtagelse af aktieposter i Motorfabrikken på Christianshavn, som staten havde forlangt udskilt fra B&W i 1971. Efter Bonde Nielsens overtagelse fulgte en divisionering af koncernen, forøget salgsstyrke og en mere målrettet indsats på at rette kursen op. Blandt andet nedlukkes støberiet på Teglholmen efter et underskud i sidste driftsår på 50 millioner kroner. Efter et meget grundigt analysearbejde stifter man Burmeister & Wain A/S, som skal være et nyt moderselskab. Den første noteringsdag for det nye selskab på fondsbørsen er den 8. april 1976 til kurs 135. Kursen stiger støt og er ved årsskiftet 249. Det første årsregnskab for den nye koncern viser et overskud før skat på 103 millioner kroner.
Trods olie- og skibsfartskrise og et stærkt stigende renteniveau lykkedes det for Bonde Nielsen at få rettet B&W op ved dygtig ledelse, serieproduktion, rationalisering af arbejdsgange og overskuelige profitcentre. Fremtiden for det trængte skibsværft og dens 8.000 ansatte så ellers mørk ud, da Bonde Nielsen købte selskabet, men den gennemførte rekonstruktion førte i perioden 1976-1978 til et samlet overskud før skat på 211 millioner kroner. Det genrejste B&W var en uomtvistelig succes. Den 30. maj 1978 afholdt Burmeister & Wain A/S et epokegørende bestyrelsesmøde. Her godkendte man købet af A/S Meyco Emballage, Aktieselskabet Glud & Marstrands Fabriker, Aktieselskabet Dansk Blikemballage Fabrik, Ernst Voss Fabrik A/S og Edv. Meyers Emballagefabrik A/S. Prisen var 130 millioner kroner. Overtagelsen tegnede til at være en guldrandet forretning. Meyer-virksomhederne genererede årligt et overskud på omkring 50 millioner kroner og lå inde med så store likvide beholdninger og værdipapirer at det tilsammen udgjorde 142 millioner kroner. Det var 12 millioner mere end købsprisen. Hensigten var at fusionere virksomhederne med B&W hvorved man reelt overtog selskaberne uden at betale for dem. Indtil fusionen skulle handlen finansieres via et langfristet banklån på 300 millioner kroner. Den 20. juni 1978 bragte Politiken dog en artikel med overskriften "B&W direktøren slog sig op på et tomt selskab." Historien indikerede, at Jan Bonde Nielsen havde lånt 100 millioner kroner uden sikkerhed.
At sagens rette sammenhæng var noget anderledes, druknede i pressens kritiske dækning, og i september 1978 valgte Danske Bank og Privatbanken at trække deres støtte til finansieringen af det langfristede lån på 300 millioner kroner. Det var en kæp i hjulet for Bonde Nielsens bestræbelser om at sikre koncernen handlefrihed. Virksomheden havde et betydeligt kapitalbehov for at finansiere de store arbejder og indkøb i fremstillingsperioden for et skib. Samtidig mærkes skibsfartskrisen for alvor. Regnskabet for 1978 viser en koncernomsætning på 2.440 millioner kroner og et overskud efter skat på godt 29 millioner kroner. I 1979 offentliggjorde en ung Klaus Riskær Pedersen en stærkt kritisk analyse af B&W's økonomi. Det gav yderligere næring til mediestormen, der kun tiltog, da man solgte B&W Diesel med motorfabrikker i København, Frederikshavn og Holeby til M.A.N.-koncernen.
Aviserne stemplede Jan Bonde Nielsen som manden, der solgte ud af det nationale arvesølv til en tysk konkurrent. Herefter bad B&W's bestyrelse bagmandspolitiet om at undersøge sagen. De løste B&W's egne revisorer fra deres tavshedspligt for at hjælpe bagmandspolitiet og bad Bonde Nielsen sælge sine B&W-aktier. Dernæst fyrede Bonde Nielsen bestyrelsen, indsatte en ny og overtog posten som administrerende direktør, og til sidst blev kaos komplet, da de tre største kreditorer senere tvang Bonde Nielsen væk fra direktørstolen. Midt i pressestormen måtte værftet kæmpe med oliekrise, høje renter, dårlige konjunkturer og en international skibsfartskrise. Selskabets likviditet blev forbedret ved, at Jan Bonde Nielsen via børsnoterede Gredana lod B&W sælge en del af sine aktier til overkurs. Bagmandspolitiet blev atter inddraget, og Jan Bonde Nielsen blev sigtet for groft mandatsvig for 146 millioner kroner.

### Konkursen i 1980
Midt i al virakken standsede B&W betalingerne i august måned 1980. Blot en måned senere erklæres værftet for konkurs, og kort efter erklæres Jan Bonde Nielsen for personlig konkurs og blev desuden anklaget for økonomisk kriminalitet. I 1986 bliver Bonde Nielsen dog pure frifundet ved Københavns Byret. Derpå fulgte en atypisk afslutning på B&Ws konkursbo, idet samtlige kreditorer fik deres tilgodehavender.
Det rejste berettiget tvivl om, hvorvidt konkursen i 1980 i virkeligheden havde været nødvendig. Senere blev det forsøgt at stable en ankesag på benene, men efter frikendelsen var Bonde Nielsen rejst til England, hvor han havde bosat sig. Da han ikke ønskede at komme hjem for at deltage i en ankesag, og da han ikke kunne udleveres fra England faldt ankesagen til jorden. Siden hen har han med udgangspunkt i London og med held beskæftiget sig med ejendomshandel i Storbritannien.

### Betalingsstandsningen i 1996
Selve skibsværftet på Refshaleøen fortsatte dog og voksede ved hjælp af en stærk specialisering i bygning af 60.000 tons bulkcarriers. I 1992 omsatte B&W-koncernen med Burmeister & Wain Skibsværftet og rederiet Burwain Tankers International for 2,4 milliarder kroner. I december 1994 måtte B&W dog opgive et samarbejde med det svenske værft Kockums, hvilket bragte B&W i en akut økonomisk krise. Den 21. marts 1995 fyrede værftet 300 medarbejdere, og to måneder senere offentliggjorde de det dårligste regnskab nogensinde – et underskud på 901 mio. kroner. Forhenværende forbundsformand Georg Poulsen og økonom Steffen Møller valgte efterfølgende at forlade bestyrelsen i B&W. Efter en række forgæves redningsforsøg gik B&W i betalingsstandsning, og den 3. august 1995 blev yderligere 275 medarbejdere fyret.
Da værftet gik i betalingsstandsning satte en række tillidsmænd sig sammen med en gruppe funktionschefer i forsøget på at redde den 153-årig gamle hæderkronede arbejdsplads på Refshaleøen. På foranledning af Lønmodtagernes Dyrtidsfond stod erhvervsadvokat Niels Erik Nielsen i spidsen for redningsforsøget. Trods hård modstand fra B&Ws øverste ledelse lykkedes det faktisk at få stablet et helt nyt værft "B&W Skibsværft 1996" på benene. Dette skete dog ikke uden modstand – funktionscheferne, der deltog i redningsarbejdet, blev af den øverste ledelse truet med bortvisning for 'illoyalitet'. En skyggebestyrelse i "B&W Skibsværft 1996" – bestående af prominente forretningsfolk udenfor B&W – udarbejdede i hemmelighed en bæredygtig forretningsplan for det rekonstruerede værfts fremtid. Den blev dog aldrig realiseret, da modstanden var for stor.
I februar 1996 nåede kreditorer og nye indskydere til enighed om en rekonstruktion, der skulle muliggøre værftets videreførelse med Refshaleøens Ejendomsselskab A/S som moderselskab. Arrangementet brød kort efter sammen, da de amerikanske hovedkreditorer sprang fra. Ifølge planen skulle værftet have tilført 300 millioner kroner, hvor en større del af pengene skulle komme fra den japanske Mitsui-koncern, men koncernen ragede uklar med de amerikanske investorer i spørgsmålet om Mitsuis overtagelse af B&W-aktierne fra blandt andre den amerikanske Chemical Investment Bank og det sydafrikanske Old Mutual. En anden årsag til konkursen skyldtes de danske bankers manglende lyst til at investere i B&W – blandt andet B&Ws egen bank Den Danske Bank. Hovedaktionæren på daværende tidspunkt var A.P. Møller - Mærsk, som havde det nu lukkede Lindøværft på Fyn. Den 26. marts 1996 blev det sidste skib, Ever Mighty, bygget færdig.
Den 29. april 1996 indgav B&W konkursbegæring til Skifteretten i København, som senere samme dag erklærede værftet for konkurs. Dermed var det uigenkaldeligt slut for skibsværftet på Refshaleøen, og B&W gik konkurs med 1.323 ansatte. På Metals værftskonference samme dag kunne daværende erhvervsminister Mimi Jakobsen ikke love hjælp til B&W, da regeringen var imod statsstøtte. Lønmodtagernes Garantifond måtte udbetale 18 millioner kroner til de 1.323 ansatte. B&W Holding skyldte ca. 1,2 mia. kroner væk; af dem har kreditorerne hidtil fået ca. 180 mio. kroner. B&W Værft skyldte 600 mio. kroner væk – kreditorerne ventes at få ca. 23% i dividende.

### Konkursboet
Jyllands-Posten skrev den 23. september 2002 at Danske Bank og Nordea havde accepteret et forlig med konkursboet efter B&W Holding. De to banker skulle hver betale 15 mio. kroner plus sagsomkostninger – i alt 40 mio. kroner. Grunden, til at bankerne skyldte boet penge, lå i, at de havde »scoret« nogle penge, som var blevet indbetalt på B&Ws kassekredit efter, at værftet i 1995 – kort før betalingsstandsningen – havde solgt aktier i rederiet Sibo. Salget indbragte 84 mio. kroner, og pengene blev sat ind på en kassekredit i Unibank (i dag Nordea) og Danske Bank få måneder før betalingsstandsningen. Indtil indbetalingen havde kassekreditterne været i minus med 20 mio. kroner men stod efter indbetalingen i plus på godt 60 mio. kroner.
I 2008 blev bogen "B&W - værftet der ikke måtte overleve" udgivet. I bogen fremgår det, at hvis B&W havde overlevet krisen i 1995/96, så havde det i dag været en god forretning. Tidligere
skibsværftsdirektør Jens Stephensen skrev bl.a.: "Vi døde ikke, fordi vi manglede viden, ekspertise og konkurrenceevne. Vi manglede likvider." Sammen med tidligere produktionsdirektør Torben Erikstrup havde de regnet på, hvordan B&W ville have klaret sig i dag, hvis det havde overlevet krisen. Regnestykket blev lavet på opfordring af den tidligere DR-journalist Niels Bjørn Hansen. B&W ville have givet et overskud på op mod 850 millioner kroner om året, regnede de to tidligere topchefer sig frem til. I regnestykket blev der taget højde for prisstigninger på materialer og pris- og lønudvikling.
Tidligere medarbejdervalgt i bestyrelsen Helge Larsen skrev: "Regnestykket viser, at den redningsplan, der blev lavet dengang, var god nok, men bankerne var for forsigtige." Daværende administrerende direktør Asbjørn Holst Larsen var dog meget skeptisk over for beregningerne.

## Arbejdsorganisering
Medarbejderne hos Burmeister & Wain har altid stået som et godt eksempel på en stærk arbejdsorganisering. Mens mange medarbejdere havde svært ved at organisere sig, havde man på B&W allerede fra omkring år 1900 et velfungerende samarbejde med virksomhedsledelsen, som betød at man organiserede sig i fredelighed.
Blandt bedrifterne blandt værftsarbejderne er oprettelsen Arbejdernes Byggeforening, som byggede bydelen Humleby på det nuværende Vesterbro. Husene, der er placeret i nærheden af Carlsberg – deraf navnet – blev bygget ved, at arbejderne indbetalte en andel af deres løn.

## Administrerende direktører
Denne liste er ufuldstændig; hjælp gerne med at udfylde den.
- 1872-1897: Carl Christian Burmeister og William Wain
- 1897-1908: Martin Dessau
- 1908-1920: Ivar Knudsen
- 1920-1937: Ejnar Bondegaard
- 1952-1965: Niels Munck
  - 1952-1970: Jens Magnus Barfoed, skibsværftsdirektør
- 1968-1971: Knud Møller (direktør fra 1963)
- 1970-1972: Torben Bille, adm. direktør for skibsværftet
  - 1970-?: Per Schrøder, salgsdirektør
  - 1970-?: Johannes Frederiksen, økonomidirektør
- 1971-1975: Olav Grue, direktør for motor- og maskinfabrikken (direktør fra 1970)
- 1972-1975: Christian Hunderup, adm. direktør for skibsværftet
- 1976-1980: Jan Bonde Nielsen
- 1980-1993: Cato F. Sverdrup, adm. direktør for skibsværftet (teknisk direktør fra 1971, divisonschef fra 1975, medlem af koncernledelsen 1977-79)
- 1981-1988: Torkil Bentzen (adm. direktør, Burmeister & Wain Scandinavian Contractor A/S)[28]
- 1989-1994: Cato F. Sverdrup, direktør for Burmeister & Wain Holding A/S
- 1993-1995: Jens Stephensen, adm. direktør for skibsværftet
- 1994-1996: Asbjørn Holst Larsen